# Estádio José Alvalade
Estádio José Alvalade in Lissabon is het thuisstadion van Sporting Clube de Portugal. Het stadion is genoemd naar de oprichter van Sporting José Alvalade. Het stadion heeft een capaciteit van 50.095 toeschouwers. Het werd op 6 augustus 2003 officieel geopend met een vriendschappelijke wedstrijd van Sporting Portugal tegen Manchester United (3-1 winst voor Sporting). De architect was Tomás Taveira.
Het stadion werd gebouwd voor het Europees kampioenschap voetbal 2004, dat in Portugal werd gehouden. Onder andere de halve finale tussen Nederland en Portugal werd er gespeeld. Deze wedstrijd won de titel 'best georganiseerde wedstrijd van het toernooi'.

## Belangrijke evenementen
- 2004: Diverse wedstrijden voor het EK voetbal 2004
- 2005: Aangewezen voor de finale van de UEFA Cup

Estádio Cidade de Coimbra (Académica Coimbra) ·
Estádio Municipal de Arouca (FC Arouca) ·
Estádio do Restelo (CF Os Belenenses) ·
Estádio da Luz (SL Benfica) ·
Estádio Municipal de Braga (SC Braga) ·
Estádio António Coimbra da Mota (GD Estoril-Praia) ·
Estádio Cidade de Barcelos (Gil Vicente FC) ·
Estádio dos Barreiros (CS Marítimo) ·
Estádio da Madeira (CD Nacional) ·
Estádio José Arcanjo (SC Olhanense) ·
Estádio da Mata Real (FC Paços de Ferreira) ·
Estádio do Dragão (FC Porto) ·
Estádio do Rio Ave FC (Rio Ave FC) ·
Estádio José Alvalade (Sporting Lissabon) ·
Estádio D. Afonso Henriques (Vitória SC) ·
Estádio do Bonfim (Vitória FC)
Estádio do Fontelo (Académico de Viseu FC) ·
Estádio da Tapadinha (Atlético Clube de Portugal) ·
Estádio Municipal de Aveiro (SC Beira-Mar) ·
Estádio da Tapadinha (SL Benfica B) ·
Estádio 1º de Maio (SC Braga B) ·
Estádio Municipal de Chaves (Grupo Desportivo de Chaves) ·
Estádio do CD das Aves (CD Aves) ·
Estádio de São Luís (SC Farense) ·
Estádio Marcolino de Castro (CD Feirense) ·
Estádio do Mar (Leixões SC) ·
Campo da Imaculada Conceição (CS Marítimo B) ·
Parque Joaquim de Almeida Freitas (Moreirense FC) ·
Estádio Carlos Osório (União Oliveirense) ·
Estádio Municipal 25 de Abril (FC Penafiel) ·
Estádio Municipal de Portimão (Portimonense SC) ·
Estádio Dr. Jorge Sampaio (FC Porto B) ·
Estádio de São Miguel (CD Santa Clara) ·
Estádio José Alvalade (Sporting Lissabon B) ·
Complexo Desportivo da Covilhã (Sporting Covilhã) ·
Estádio João Cardoso (CD Tondela) ·
Estádio do Clube Desportivo Trofense (CD Trofense) ·
Estádio da Madeira (CF União)